# V Concurs de castells de Tarragona
El V Concurs de castells de Tarragona tingué lloc el 12 d'agost de 1956 a la plaça de braus de Tarragona, actual Tarraco Arena Plaça, en el marc de les Festes de Sant Magí. Fou el vuitè concurs de castells de la història i l'última de tres edicions del concurs de castells de Tarragona celebrades a la dècada del 1950 els anys 1952, 1954 i 1956. A partir d'aquell certamen, es deixà de fer el concurs de castells de Tarragona durant catorze anys fins al 1970, en què se'n va reprendre la realització ininterrompudament cada dos anys fins a l'actualitat.
Hi van participar cinc colles: Nens del Vendrell, Colla Vella dels Xiquets de Valls, Muixerra de Valls, Colla Nova dels Xiquets de Tarragona i Colla Vella dels Xiquets de Tarragona. La victòria fou per la Colla Vella dels Xiquets de Valls.

## Resultat

### Classificació
| Resultat              |
| --------------------- |
| Descarregat (D)       |
| Carregat (C)          |
| Intent (I)            |
| Intent desmuntat (ID) |

En el V Concurs de castells de Tarragona hi van participar 5 colles.
Llegenda
a: amb agulla o pilar al mig
ps: aixecat per sota
| Pos | Colla                                 | 1a ronda | 2a ronda  | 3a ronda | 4a ronda | 5a ronda | Punts |
| --- | ------------------------------------- | -------- | --------- | -------- | -------- | -------- | ----- |
| 1   | Colla Vella dels Xiquets de Valls     | 2de7     | 3de8(c)   | 3de7ps   | —        | —        | 2.670 |
| 2   | Muixerra de Valls                     | 4de8(c)  | 3de7ps    | 3de8(i)  | 2de7(i)  | 4de7a    | 2.010 |
| 3   | Nens del Vendrell                     | 3de7ps   | 2de7(c)   | 4de8(i)  | 4de7a    | —        | 1.920 |
| 4   | Colla Nova dels Xiquets de Tarragona  | 3de7     | 2de6      | Pde5     | 2de7(i)  | —        | 1.000 |
| 5   | Colla Vella dels Xiquets de Tarragona | 4de7(i)  | 3de7ps(i) | 2de6     | —        | —        | 400   |

### Estadística
La següent taula mostra l'estadística dels castells que es van provar al concurs de castells.
| Castell                 | Descarregat | Carregat | Intent | Intent desmuntat | Total |
| ----------------------- | ----------- | -------- | ------ | ---------------- | ----- |
| 3 de 8                  | —           | 1        | 1      | —                | 2     |
| 4 de 8                  | —           | 1        | 1      | —                | 2     |
| 2 de 7                  | 1           | 1        | 2      | —                | 4     |
| 3 de 7 aixecat per sota | 3           | —        | 1      | —                | 4     |
| 4 de 7 amb l'agulla     | 2           | —        | —      | —                | 2     |
| 3 de 7                  | 1           | —        | —      | —                | 1     |
| 4 de 7                  | —           | —        | 1      | —                | 1     |
| Pilar de 5              | 1           | —        | —      | —                | 1     |
| 2 de 6                  | 2           | —        | —      | —                | 2     |
| Total                   | 10          | 3        | 6      | 0                | 19    |
| Percentatge             | 52,6%       | 15,7%    | 31,5%  | 0%               | 100%  |

## Taula de puntuacions
| Castell                            | Punts |
| ---------------------------------- | ----- |
| Pilar de cinc                      | 200   |
| Dos o torre de sis                 | 400   |
| Quatre de set                      | 400   |
| Tres de set                        | 400   |
| Quatre de set amb l'agulla o pilar | 500   |
| Cinc de set                        | 500   |
| Tres de set aixecat per sota       | 700   |
| Dos o torre de set                 | 800   |
| Quatre de vuit                     | 900   |
| Tres de vuit                       | 1300  |
| Pilar de sis                       | 1300  |